# Brokholm Sø
Brokholm Sø är en sjö på Jylland i Danmark.   Den ligger i Skive kommun, Region Mittjylland. Dess frånflöde är Hinnerup Å.